# Watt
För andra betydelser, se Watt (olika betydelser).

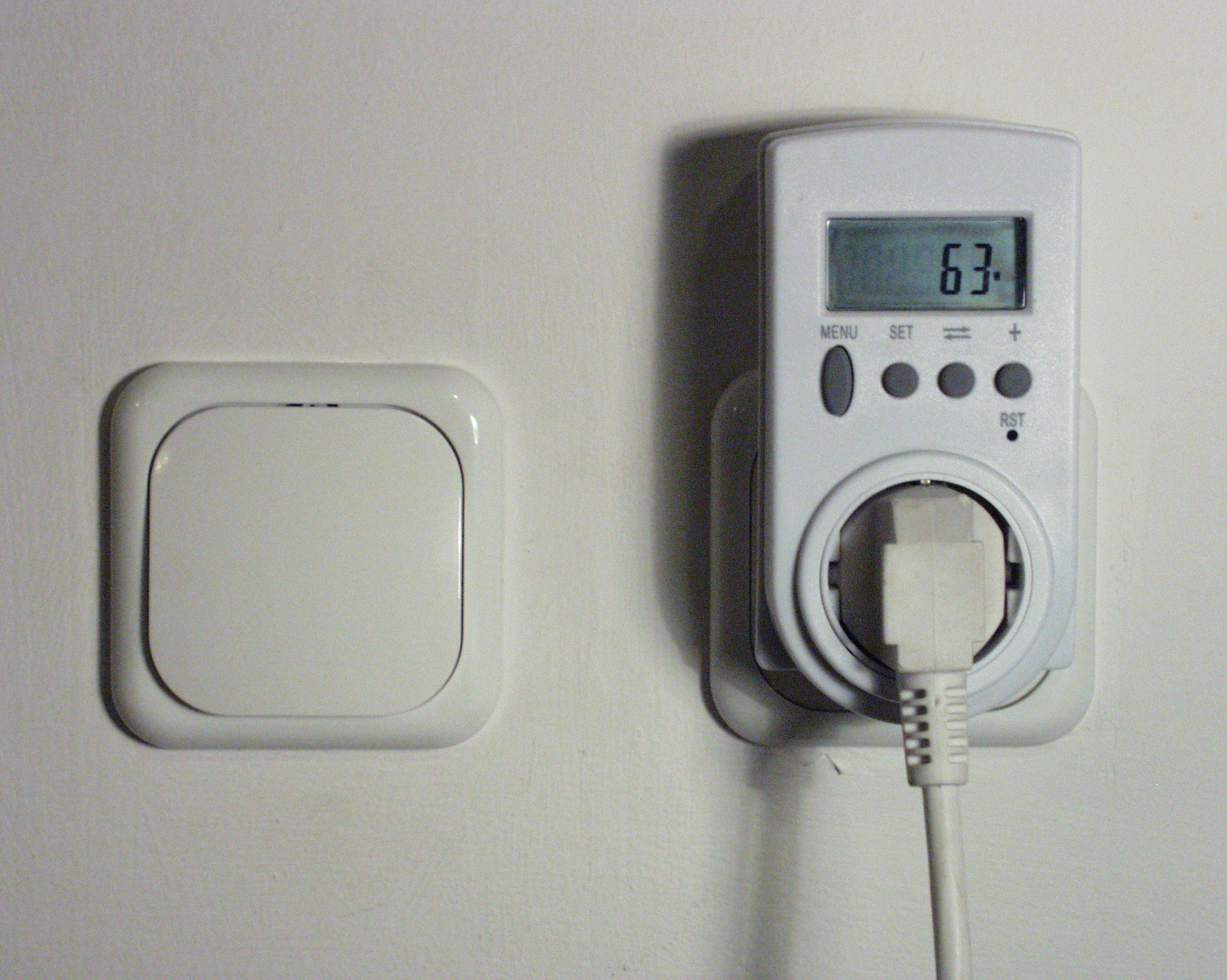
En Wattmeter visar effekten 63 Watt.

Watt, med symbolen W, är härledd SI-enhet för den fysikaliska storheten effekt, det vill säga energi (eller arbete) per tidsenhet. En watt är definierad som en joule per sekund, och en joule är ekvivalent med en wattsekund eller en newtonmeter. 
Enheten har fått sitt namn efter den skotske uppfinnaren James Watt (1736–1819) till minne av hans bidrag till utvecklingen av ångmaskinen. Enheten erkändes av British Science Association 1882, och infogades i internationella enhetssystemet (SI) vid den 11:e Allmänna konferensen för vikt och mått år 1960. 
Omräknat till den äldre enheten hästkrafter (hk), som är vanligt förekommande vid motoreffekt, är 1 W = 0,0013596216 hk, och 1 hk = 735,49875 W.

## Definition vid olika energiformer
Enligt ovan kan effekt i watt definieras som antal joule (eller newtonmeter) per sekund:
{\displaystyle \ \mathrm {W} =\ {\dfrac {\mathrm {J} }{\mathrm {s} }}=\ {\dfrac {\mathrm {N\cdot m} }{\mathrm {s} }}}
Inom klassisk mekanik är således en watt det arbete per tidsenhet som krävs för att lyfta ett objekt med en konstant hastighet på en meter per sekund, om objektet har en tyngd eller annan konstant motkraft på en newton.
Vid rörelseenergi kan effekten i watt definieras enligt följande uttryck, enbart baserat på SI-grundenheter:
{\displaystyle \ \mathrm {W} =\ {\dfrac {\mathrm {kg} \cdot \mathrm {m^{2}} }{\mathrm {s^{3}} }}}
Elektrisk effekt i watt kan definieras enligt följande:
{\displaystyle \ \mathrm {W} =\ \mathrm {V\cdot A} \cdot \cos(\varphi )=\ {\dfrac {\mathrm {V} ^{2}}{\mathrm {\Omega } }}\cdot \cos(\varphi )=\ \mathrm {A^{2}\cdot \Omega } \cdot \cos(\varphi )}
där {\displaystyle \ \cos(\varphi )} är effektfaktorn, som är 1 vid likspänning eller rent resistiva kretsar. Se nedan.

## Multipelenheter
Watt används tillsammans med SI-prefix för att bilda större och mindre enheter.
| Enheter med förstorande prefix | Enheter med förstorande prefix | Enheter med förstorande prefix |
| Enhet                          | Symbol                         | Betydelse                      |
| ------------------------------ | ------------------------------ | ------------------------------ |
| Kilowatt                       | kW                             | 103 watt = 1 000 watt          |
| Megawatt                       | MW                             | 106 watt = 1 000 kilowatt      |
| Gigawatt                       | GW                             | 109 watt = 1 000 megawatt      |
| Terawatt                       | TW                             | 1012 watt = 1 000 gigawatt     |
| Petawatt                       | PW                             | 1015 watt = 1 000 terawatt     |
| Exawatt                        | EW                             | 1018 watt = 1 000 petawatt     |

| Enheter med förminskande prefix | Enheter med förminskande prefix | Enheter med förminskande prefix |
| Enhet                           | Symbol                          | Betydelse                       |
| ------------------------------- | ------------------------------- | ------------------------------- |
| Milliwatt                       | mW                              | 10−3 watt = 0,001 watt          |
| Mikrowatt                       | μW                              | 10−6 watt = 0,001 milliwatt     |
| Nanowatt                        | nW                              | 10−9 watt = 0,001 mikrowatt     |
| Pikowatt                        | pW                              | 10−12 watt = 0,001 nanowatt     |
| Femtowatt                       | fW                              | 10−15 watt = 0,001 pikowatt     |
| Attowatt                        | aW                              | 10−18 watt = 0,001 femtowatt    |

## Elektrisk effekt i watt och voltampere
I elektriska kretsar och komponenter används watt som enhet för resistiv elektrisk effekt som används i kretsen eller komponenten, och som omvandlas till andra energiformer. Det kan vara värmeenergi som utvecklas till följd av spänningsfall över resistanser, mekanisk energi som utvecklas i en motor, ljudeffekt som utvecklas i en högtalare, eller radiostrålning som sänds från en radiosändare. Antal watt är då spänningen i volt multiplicerat med strömstyrkan i ampere. 
Denna definition gäller emellertid enbart vid likspänning, vid momentan växelströmseffekt eller om belastningen är rent resistiv (utan att innehålla kapacitans eller induktanser som lagrar energi). I annat fall måste resultatet även multipliceras med effektfaktorn{\displaystyle \ \cos(\varphi )}. 
Enheten voltampere (VA), definieras också som antal volt multiplicerat med antal ampere, men utan att ta hänsyn till effektfaktorn. Voltampere används för att ange transformatorers kapacitet, exempelvis i en batterieliminator, eller för att ange skenbar effekt i en elektrisk växelströmskrets som innehåller kapacitanser eller induktanser. Enheten voltampere reaktiv (var) betecknar antal voltampere reaktiv effekt.
Exempelvis klarar ett vägguttag med 230 volt spänning som har en säkring på 10 ampere en skenbar effekt på 230 V × 10 A = 2300 voltampere utan att säkringen går. Detta möjliggör 2300 watt effektuttag vid rent resistiv belastning, exempelvis elvärme och glödlampor, men även vid lysrör och elmotorer om dessa är försedda med kondensatorer som eliminerar den reaktiva effekten. I annat fall blir effekten något mindre. Om denna effekt används i en timme sker en energianvändning på 2,3 kilowattimmar (kWh). Om effekten används under ett dygn sker en energianvändning på 24 h × 2,3 kW = 55,2 kWh. Om den används under ett år sker en energianvändning på 365 × 24 h × 2,3 kW = 20 148 kWh. Om det rörliga energipriset är 1 kr/kWh kostar detta 20 148 kr.

## Elektriska och termiska megawatt vid kraftproduktion
Eftersom verkningsgraden vid elkraftproduktion i värmekraftverk (kärnkraft, fossileldad kraftproduktion, dieselmotorer) är långt ifrån 100% så skiljer man på elektriska megawatt (MWe eller MWe) och termiska megawatt (MWt, MWth, MWt, eller MWth). Ett exempel för att illustrera skillnaden är Ringhals kärnkraftverk R3 i Halland, som producerar 3 135 MWt värmeenergi, av vilket cirka 34% kan omvandlas till elenergi, vilket motsvarar 1064 MWe.

## Decibelmått
Inom telekommunikation används ofta decibelbaserade enheter för signalstyrka. Exempelvis är 1 watt = 0 dBW och  1 milliwatt = 0 dBm.